# Nicolas Fiva
Nicolas Fiva (ou Nicolaus Fiva) est un jésuite suisse né à Fribourg le 15 août 1609.
Il est entré à treize ans au Collège Saint-Michel, ouvert par les jésuites à Fribourg et se spécialisa en mathématiques. Après son noviciat en Bavière, il traversa l'Europe jusqu'au Portugal. De là, il partit pour l'Orient et arriva en Chine en novembre 1636. Il est resté dans les annales comme étant le premier Suisse à avoir vécu en Chine et également le premier missionnaire dans la ville de Jiashan, près de Hangzhou dans la province de Zhejiang.
Il est décédé en Chine en 1640.